# Broccoli (singolo)
Broccoli è un singolo dell'artista americano hip hop DRAM in collaborazione con Lil Yachty, pubblicato il 6 aprile 2016 dalle etichette Atlantic Records e Empire Distribution. È il singolo principale dell'album studio di DRAM "Big Baby DRAM". Il singolo è stato prodotto da J Gramm, Rogét Chahayed e Karl Rubin. Il 23 settembre 2016 è stato certificato due volte disco di platino dalla Recording Industry Association of America (RIAA), per la combinazione di vendite e streaming di 2 milioni di unità negli Stati Uniti.

## Antefatti e pubblicazione
La canzone fu pubblicata come singolo il 6 aprile 2016 come digital download e rimane il primo singolo dell'album di debutto di DRAM "Big Baby DRAM", che fu poi pubblicato nell'ottobre dello stesso anno. Una versione di vinile limitata picture disc 7" della canzone fu pubblicata il 25 novembre 2016. In un'intervista per Genius, DRAM parla del processo della creazione della canzone dicendo:
"Sono stato presentato a Yachty attraverso Rick Rubin. Ero a Shangri La e Rick mi chiese se potesse portare Yachty. Ci passammo e ascoltammo buona musica. Un buon mese dopo, uno dei miei principali cameraman seguiva Yachty in giro durante la sua competizione SXSW e io venni a saperlo. Ci scambiammo i numeri e lo vidi a LA, così lo chiamai e rispose al primo squillo. Quando venne in studio, avevamo questo ritmo in loop. Non eravamo sicuri che si potesse continuare. All'inizio, ci fu il piano con il tamburo in loop, poi il flauto e tutto cominciarono ad avere una reazione positiva. Yachty cominciò con il suo verso e io non avevo nessuna battuta così gli dissi di continuare. Quando andò, io non avevo ancora il mio verso ma soli il bridge."

## Critiche
"Broccoli" fu elogiata dalle critiche per il suo ritmo vivace e scherzoso. La traccia fu nominata la 47a miglior canzone dell'anno sulla lista di Rolling Stone, "50 Best Songs of 2016" list. Billboard posizionò "Broccoli" alla numero tre sulla loro lista "100 Best Pop Songs of 2016" list. Ricevettero una nomina Grammy Award per la categoria Best Rap/Sung Collaboration nella 59ª edizione.

## Video musicale
Il 22 luglio 2016 uscì il video ufficiale della canzone sul profilo YouTube di DRAM. Il video utilizza la tecnica di stereoscopia mossa.

## Tracce
Empire — 8891526038 — Record Store Day limited edition 7" vinile
Lato A
1. Broccoli (feat. Lil Yachty)

Lato B
1. Cha Cha

## Successo commerciale
"Broccoli" debuttò alla posizione numero 87 nella classifica Billboard Hot 100 del 2 luglio 2016. Passò poi alla posizione numero 65 la settimana successiva e poi al numero 5, rendendola la loro prima traccia nella top 5.